# Euro NCAP

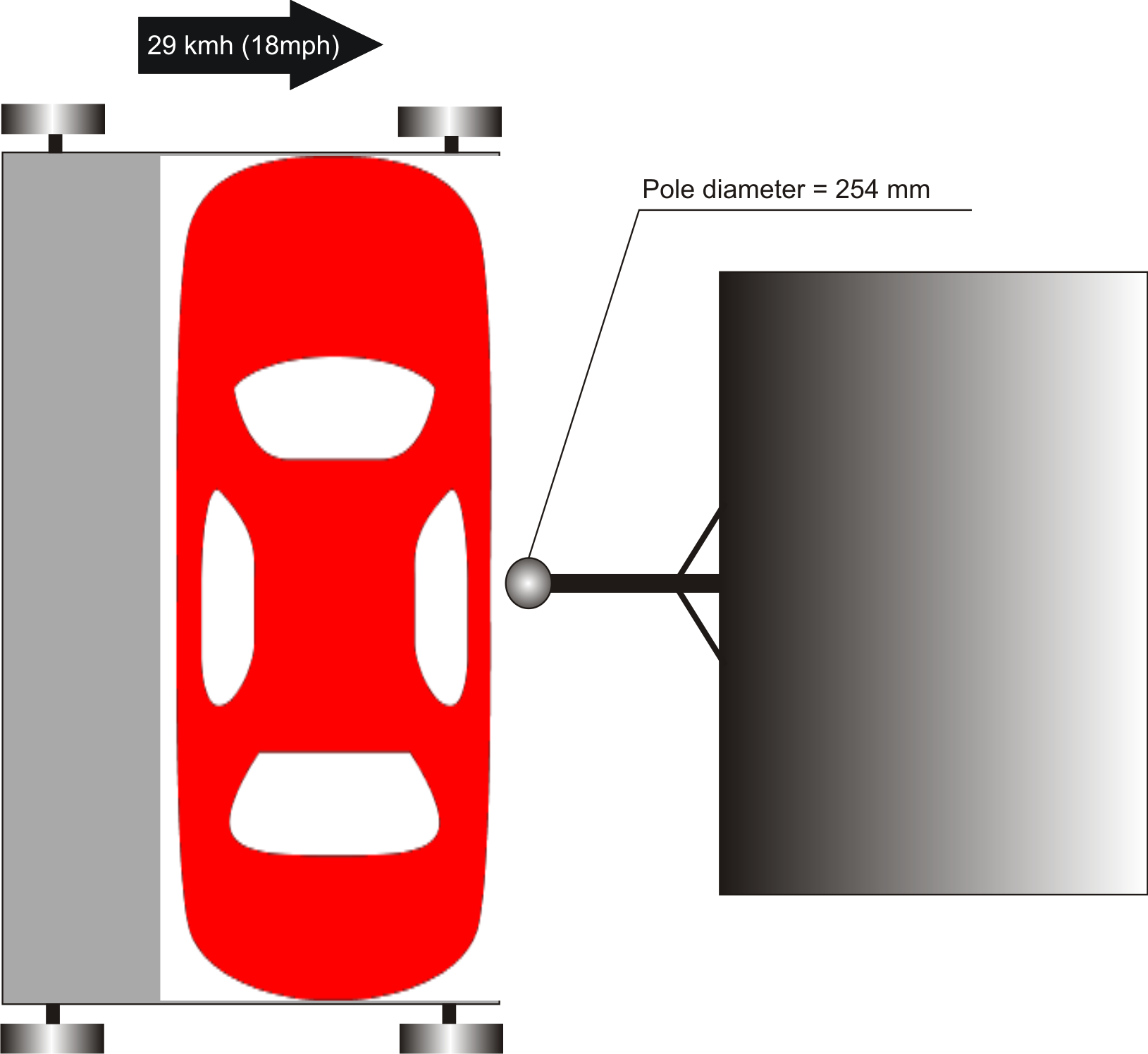
Одна из проверок — боковое столкновение с фонарным столбом. Типичная авария, когда машина теряет управление на большой скорости.

Euro NCAP (The European New Car Assessment Programme, с англ. — «Европейская программа оценки новых автомобилей») — европейский комитет по проведению независимых краш-тестов авто с оценкой активной безопасности и пассивной безопасности. Оценка активной безопасности ведётся с 2009 года.
Основан в 1997 году и в настоящее время (2011) имеет поддержку семи правительств в Европейском союзе, а также автомобильных и потребительских организаций во всех странах ЕС.

## История
С 1970-х годов рядом европейских правительств проводились исследования по оценке различных аспектов безопасности автомобиля в Европейском комитете экспериментальных транспортных средств (EEVC). Благодаря этим исследованиям к началу 1990-х годов была разработана полномасштабная процедура проведения краш-испытаний, позволившая оценить степень защиты водителя и пассажиров при фронтальном и боковом ударе, а также пешеходов, пострадавших в результате наезда автомобиля.
До 1994 года все предложения по внедрению программы проведения краш-тестов на законодательном уровне получали решительный отпор со стороны автомобильной промышленности. Однако в июне 1994 года Департамент транспорта Великобритании одобрил создание в содружестве программы оценки новых автомобилей (NCAP), которая в дальнейшем распространилась по всей Европе. Макс Мосли считает, что катализатором в изменении отношения к пассивной безопасности стала гибель Айртона Сенны. Программа приобрела всеобъемлющий характер на основе процедур испытания разработанных Европейским комитетом экспериментальных транспортных средств. В июле 1995 года в Европейской комиссии прошло обсуждение перспектив развития программы для Европы.
На первом этапе испытаний было отобрано семь автомобилей особо малого класса (А-сегмент) и производителям было предложено предоставить информацию об этих автомобилях. Было ясно, что сравнительную оценку необходимо проводить на более высоком уровне, чем было положено по законодательству. Для этого был разработан подробный протокол испытаний. При его создании были использованы результаты последних исследований и бесценный опыт большинства мировых экспертов. Характерной особенностью процедуры оценки стало включение информации об осмотре каждого автомобиля. Главная цель осмотра состояла в том, чтобы охватить более широкий диапазон параметров автомобиля, пассажира, мест для сидения и т. д.
В ноябре 1996 года Шведская национальная администрация автомобильных дорог (SNRA), Международная автомобильная федерация (FIA), «Международное тестирование» и Научно-исследовательский Центр Ремонта и Страхования Автомобилей (MIRRC) стали первыми организациями, присоединившимися к этой программе. Тем самым был сформирован EuroNCAP. Его торжественное заседание, посвящённое открытию, было проведено в декабре 1996.
В феврале 1997 года EuroNCAP была проведена пресс-конференция, на которой результаты испытаний были представлены в категориях «Защита взрослых пассажиров („Adult Occupant Protection“)» и «Защита пешеходов („Pedestrian Protection“)». Обнародование этих первых результатов вызвал значительный интерес средств массовой информации, питавшийся сильной негативной реакцией производителей автомобилей. В тот же день автопроизводители жёстко раскритиковали испытания и оценки EuroNCAP. Одна из многочисленных претензий состояла в том, что «критерии оценки защиты пассажиров настолько серьёзны, что машина не может достичь четырёх звезд».
В июле 1997 года были опубликованы результаты второй фазы испытаний, и EuroNCAP была рада возможности объявить, что Volvo S40 стал первым 4-звездочным автомобилем, по критериям защиты водителя и пассажиров.
Постепенно увеличивалось число членов EuroNCAP. Европейские правительства, Всеобщий немецкий автомобильный клуб (ADAC) и Ассоциация британских страховщиков поддержали вступление в организацию. С появлением новых моделей автомобилей становилось все более заметным улучшение их рейтинга по защите водителя и пассажиров. Но улучшения в области защиты пешеходов происходили очень медленно. В 1999 году оперативное управление EuroNCAP было перенесено из Великобритании в Брюссель.
В июне 2001 года был достигнут новый этап в истории EuroNCAP, когда Renault Laguna стал первым автомобилем, награждённым пятью звездами за защиту пассажиров. С 2001 года были повышены требования стандартов, с целью того, чтобы получение «пяти звезд» в классе защиты взрослых пассажиров стало основной целью производителей при разработке новых моделей автомобилей.
27 ноября в 2003 году презентации в Афинах EuroNCAP объявила о введении нового рейтинга «Защита детей („Child Occupant Protection“)». Исследования показали, что более 60 % детских удерживающих устройств, не выполняют своих функций. Это может быть связано с неправильной установкой сиденья или слабым натяжением ремня безопасности на ребёнка или даже потому, что неправильное сиденье было использовано в автомобиле. Этот рейтинг основан на рекомендациях производителей удерживающих устройств для детей (18-месячного младенца и трёхлетнего ребёнка) и намерен дать потребителям ясную информацию о мерах принимаемых автопроизводителями для защиты детей. С этой оценкой EuroNCAP рекомендует установку детского сиденья, родителей брать солидарную ответственность за безопасность детей, перевозимых в автомобилях.
В феврале 2008 года EuroNCAP впервые начала тестирование пикапов. В EuroNCAP заметил, что эти транспортные средства используются не только для перевозки грузов, но и, в модификациях со сдвоенной кабиной, позиционируются как семейный автомобиль. По результатам испытаний ни одна модель не смогла достичь оценки результатов выше, чем четыре «звезды». Результаты продемонстрировали, что испытания транспортных средств вне основного русла может показать удивительные результаты по защите пассажиров.
26 ноября в 2008 году в Научно-исследовательском Центре Ремонта и Страхования Автомобилей в городе Тэтчем в Великобритании EuroNCAP опубликовала результаты первого этапа испытаний на удар сзади или плетевой удар. За 2008 по данной методике было испытано 25 легковых автомобилей. Результаты ясно показали, что большинству производителей все ещё предстоит пройти долгий путь по созданию кресел, способных защитить пассажиров от травм шеи и позвоночника. В ходе проведения теста EuroNCAP на удар сзади принимаются во внимание как геометрические аспекты сиденья, размер и форма подголовника, его близость к пассажиру, так и его динамические характеристики. При оценке данных характеристик сиденья устанавливаются на испытательные салазки и подвергаются нагрузкам низкой, средней и высокой интенсивности, представляющим целый ряд факторов, вызывающих получение травм при авариях.
Испытание на плетевой удар является составной частью новой схемы оценки рейтинга по EuroNCAP, начатой в феврале 2009 года. В 2007 году, несмотря на хорошие оценки по защите взрослого пассажира, 67 % моделей получили только две звезды в рейтинге «защита пешехода». Обеспокоенность EuroNCAP заключалась в том, что многие производители задались целью достичь высоких баллов за безопасность взрослых пассажиров для привлечения потребителей, в то время как под угрозой оказалась безопасность по другим показателям. EuroNCAP считает, что потребители, при выборе нового автомобиля, заинтересованы как в собственной безопасности, так и в безопасности остальных участников дорожного движения. По этой причине EuroNCAP разработала новую систему рейтинга, оценивающую общую безопасности транспортного средства. Максимальный рейтинг в новой системе EuroNCAP по-прежнему составляет пять звезд. Новый рейтинг отражает общий уровень защиты взрослых и детей, находящихся в салоне автомобиля, а также пешеходов.

## Рейтинги

### 1997—2009

#### Защита взрослых пассажиров (включая водителя)
Вместе с безопасностью пешеходов был первым рейтингом, который Euro NCAP присваивала автомобилям. Баллы набирались за тестирование на фронтальное, боковое и удар столбом. Также в суммарный рейтинг входит оценка травмы шеи при заднем ударе.

#### Защита детей
Проверка автомобиля на безопасность автомобиля для детей ведётся Euro NCAP с ноября 2003. Автомобиль проверяется на пассивную безопасность 18-месячного и 3-летнего ребёнка во фронтальных и боковых тестах на столкновение. Так же как и изучение тестов на столкновение, Euro NCAP проверяет правильность и понятность инструкций и приспособлений автомобиля.

#### Безопасность пешеходов
Наряду с проверкой автомобиля на безопасность его пассажиров, Euro NCAP проверяет автомобиль на его безопасность для пешеходов, что является также немаловажным критерием, так как опасность автомобиля для окружающих может грозить его владельцу как психологической травмой, так и повышенной гражданской ответственностью перед законом (особенно в случае смерти пешехода по вине водителя). Включает тесты на травму ног и головы ребёнка.

### 2009 — настоящее время
18 февраля 2009 года Euro NCAP представила новую рейтинговую систему. Наиболее значимыми изменениями стало то, что раньше рейтинги на каждый автомобиль выставлялись отдельно по безопасности пассажиров (в том числе водителя), ребёнка и безопасности для пешеходов; в новой системе даётся суммарный пятизвёздочный рейтинг, все подрейтинги стали оцениваться в процентах. Ещё одним значимым нововведением стало введение нового рейтинга «Safety assist», учитывающего активную безопасность автомобиля. Первыми шестью автомобилями, получившими новый рейтинг стали:
- Citroen C3 Picasso Confort HDi 90 Airdream, LHD [11]
- Mazda 6 2.0 petrol Exclusive/Active/TS, RHD [12]
- Mitsubishi Lancer Sportback 1.8 Invite, LHD [13]
- Subaru Impreza 2.0R, RHD [14]
- Toyota Avensis 2.0 D4-D, RHD [15]
- Toyota iQ 1.0, LHD [16]

С 2010 года EuroNCAP довольно серьёзно пересмотрела критерии оценки безопасности автомобилей. Подход к тестированию автомобилей стал гораздо жестче. К старым правилам EuroNCAP производители уже давно привыкли и разрабатывают структуру кузова специально под них. Если по старым правилам в 2009 году 90 % испытанных на крэш-тестах автомобилей получили лучшую оценку в 5 звезд, то в 2010 году 5 звёзд получили только 65 % автомобилей. В частности, в новых правилах EuroNCAP требует обязательного присутствия в автомобиле системы курсовой устойчивости (ESC) в качестве стандартного оборудования. С 2011 года EuroNCAP будет тестировать и измерять производительность системы ESC.

## Road Safety Performance Index (PIN)
14 апреля 2016 года ETSC (Европейское консульство по безопасности транспорта) в рамках мониторинга индекса динамики дорожной безопасности (англ. Road Safety Performance Index (PIN)) ввели мониторинг за рейтингом безопасности транспорта стран ЕС (англ. EU Country Vehicle Safety Ranking), который будет отслеживать пассивную безопасность новых проданных автомобилей. Как утверждается в анонсе данный рейтинг внедрили с целью продвижения рейтингов безопасности на правительственном уровне, подобно тому как это было сделано с нормами по экологической безопасности (ETSC ведёт активную слежку за динамикой ситуаций (индекс PIN) на дорогах, выявляя причинно-следственные связи, впоследствии составляя рекомендации для стран-участников (на момент новвоведения — 30 стран), нововведение является развитием этой (PIN) программы). Рейтинговая система пассивной безопасности новых автомобилей будет базироваться на рейтинге Euro NCAP.